# Mario Irminger
Mario Irminger (* 11. April 1965) ist ein Schweizer Manager. Seit Mai 2023 ist er Präsident der Generaldirektion des Migros-Genossenschafts-Bundes, zuvor war er Geschäftsleiter (CEO) der Denner AG.

## Beruf
Irminger, eidg. dipl. Wirtschaftsprüfer und Treuhänder, arbeitete bei Ernst & Young, bevor er im Jahr 1996 die Finanzen bei Heineken Schweiz übernahm. Im Jahr 2010 erfolgte der Wechsel zu Denner, wo er 2011 zum CEO ernannt wurde. Am 1. Mai 2023 übernahm er als Nachfolger von Fabrice Zumbrunnen die Leitung des Migros-Genossenschafts-Bundes.

## Privates
Er wohnt mit seiner Partnerin in Oberrieden ZH und ist Vater eines erwachsenen Sohnes.